# Osteocephalus yasuni
A Osteocephalus yasuni a kétéltűek (Amphibia) osztályának békák (Anura) rendjébe és a levelibéka-félék (Hylidae) családjába tartozó faj.

## Előfordulása
A faj Kolumbiában, Ecuadorban, Peruban és valószínűleg Brazíliában él. Természetes élőhelye a szubtrópusi vagy trópusi nedves síkvidéki erdők, szubtrópusi vagy trópusi mocsarak, időszaki édesvizű mocsarak. A fajt élőhelyének elvesztése fenyegeti.